# اسم خارجي
الاسم الخارجي (الإكسونيم، من إكسُو- «خارجي» و-نيم «اسم» بالإغريقية) اصطلاح يطلق على كل اسم غير ذاتي، سواء كان اسم لغة أو اسما قوميا أو اسما مكانيا.

## أمثلة
- العَجَم اسم خارجي سمى به العرب الفرس (وغيرهم).
- تازي اسم خارجي سمى به الفرس العرب (ولغتهم).
- البربر اسم خارجي سمى به الغزو الأوروبي الأمازيغ في بلاد المغرب.